# Хокинс, Хауи
Хауи Хокинс (Хоукинс англ. Howard Gresham Hawkins род. 8 декабря 1952 г.) — американский профсоюзный активист, эколог и левый общественно-политический деятель из Нью-Йорка. Соучредитель Партии зеленых США.
Хокинс являлся кандидатом в президенты от Партии зелёных, Социалистической партии и Социалистической Альтернативы США на президентских выборах 2020 года, набрав 0,2 % от всего количества голосов. Основные пункты его кампании включают принятие экосоциалистического «Зеленого нового курса», который он впервые предложил в 2010 году, и создание жизнеспособного, независимого политического и социального рабочего движения в оппозиции к Демократической и Республиканской партиям и капитализму в целом.

## Биография
Хокинс играет ведущую роль в антивоенных, антиядерных и рабочих движениях с 1960-х годов. Учился в Дартмутском колледже, который так и не закончил, не сдав иностранные языки. Во время учёбы основал Дартмутский радикальный союз, а в 1972 году принимал участие в избирательной кампании Берни Сандерса в губернаторы Вермонта от Союза свободы. В следующем году вступил в Социалистическую партию США, членство в которой сохраняет по сей день.
С 2001 года и до ухода на пенсию в 2017 году Хокинс работал в ночную смену, разгружая грузовики для UPS.
Будучи постоянным кандидатом, Хокинс баллотировался в различные офисы двадцать пять раз, но всегда безуспешно. Он был кандидатом от Партии зеленых Нью-Йорка в Сенат США в 2006 году. В 2010 году Хокинс баллотировался в качестве кандидата от партии зеленых на пост губернатора Нью-Йорка. В 2014 году Хокинс снова баллотировался на ту же должность и получил пять процентов голосов. Хокинс баллотировался на пост мэра Сиракьюса в 2017 году и получил четыре процента (около 1000) голосов. Затем он в третий раз баллотировался на пост губернатора Нью-Йорка, но получил менее двух процентов голосов.